# Sarawut Jaturapat
Sarawut Jaturapat (thailändisch ศราวุฒิ จตุรภัทร, * 27. April 1989) ist ein ehemaliger thailändischer Fußballspieler.

## Karriere
Sarawut Jaturapat stand bis Ende 2012 beim PTT Rayong FC unter Vertrag. Wo er vorher gespielt hat, ist unbekannt. Der Verein aus Rayong spielte in der zweiten thailändischen Liga, der Thai Premier League Division 1. Die Saison 2012 wurde er an den Erstligisten Osotspa-Saraburi FC ausgeliehen. Nach Vertragsende in Rayong wurde er von Osotspa Anfang 2013 fest verpflichtet. 2016 wurde der Verein in Super Power Samut Prakan FC umbenannt. Bis Ende 2016 absolvierte er für den Erstligisten 29 Spiele in der ersten Liga. Anfang 2017 wechselte er zum Dome FC. Der Verein aus der Hauptstadt Bangkok spielte in der vierten Liga, der Thai League 4. Hier trat man in der Bangkok Region an.  Im Dezember 2017 beendete er seine Karriere als Fußballspieler.